# سویفتاون (میسیسیپی)
سویفتاون (به انگلیسی: Swiftown) یک منطقهٔ مسکونی در ایالات متحده آمریکا است که در شهرستان لفلور واقع شده است. سویفتاون ۳۸ متر بالاتر از سطح دریا قرار دارد.